# Беннекенштайн
Беннекенштайн (нем. Benneckenstein) — город в Германии, в земле Саксония-Анхальт.
Входит в состав района Вернигероде. Подчиняется управлению Броккен-Хохгарц. Население составляет 2234 человека (на 31 декабря 2006 года). Занимает площадь 23,65 км².